# Сельское поселение посёлок Широкий
Се́льское поселе́ние «посёлок Широкий» — упразднённое муниципальное образование в Сусуманском районе Магаданской области Российской Федерации.
Административный центр — пгт Широкий.

## История
Статус и границы сельского поселения установлены Законом Магаданской области от 28 декабря 2004 года № 511-ОЗ «О границах и статусе муниципальных образований в Магаданской области».
Законом Магаданской области от 8 апреля 2015 года № 1886-ОЗ, 1 мая 2015 года городские поселения «город Сусуман», «посёлок Холодный», «посёлок Мяунджа» и сельское поселение «посёлок Широкий» преобразованы, путём объединения, в муниципальное образование «Сусуманский городской округ» с административным центром в городе Сусумане.

## Население
| 2009 | 2010 | 2012 | 2013 | 2014 | 2015 |
| ---- | ---- | ---- | ---- | ---- | ---- |
| 303  | ↘96  | ↘77  | ↘57  | ↗58  | →58  |

## Состав сельского поселения
| № | Населённый пункт | Тип населённого пункта      | Население |
| - | ---------------- | --------------------------- | --------- |
| 1 | Ударник          | посёлок                     | →0        |
| 2 | Широкий          | пгт, административный центр | ↗78       |